# Басковське
Ба́сковське (рос. Басковское) — село у складі Макушинського округу Курганської області, Росія. 
Населення — 280 осіб (2010, 670 у 2002).
Національний склад станом на 2002 рік:
- росіяни — 94 %